# Open Knowledge
A Open Knowledge Foundation (OKF) é uma organização sem fins lucrativos que promove conhecimento livre. Foi fundada em maio de 2004, em Cambridge.. Atualmente, a rede da OKF conta com dez capítulos em diferentes países, entre eles o Brasil, além de grupos estabelecidos e afiliados em dezenas de outros países . 

## Open Knowledge Brasil
A Open Knowledge Brasil (OKBR) ganhou seu capítulo no final de 2013 e foi lançada oficialmente no início de 2014 . A OKBR tem por objetivo analisar e promover políticas públicas sobre transparência, participação social e dados abertos e capacitar a sociedade civil ao pleno aproveitamento destas informações, através do desenvolvimento de tecnologias abertas, treinamento em produção e uso de dados e laboratórios experimentais.  
Atualmente, a organização desenvolve três programas para cumprir esta perspectiva. Um deles é o Programa de Ciência de Dados para Inovação Cívica, que hospeda iniciativas como a Operação Serenata de Amor, que utiliza inteligência artificial e mobilização social para fiscalizar os gastos da Câmara dos Deputados. Outro projeto em desenvolvimento com a comunidade open source é o Querido Diário, que surgiu da necessidade de abrir os dados de diários municipais de todo o Brasil, para fiscalização das ações das prefeituras. Também são projetos desse eixo plataformas como o Perfil Político, o Parlametria e o Justa. Em novembro de 2019, foi lançada a rede Embaixadoras de Inovação Cívica, que conta com mais de 100 integrantes distribuídos por mais de 40 cidades para levar os projetos de tecnologias abertas em suas comunidades.
O segundo é a Escola de Dados [2], que desenvolve capacitações, documentação e eventos, com foco em organizações da sociedade civil, comunicadores e jornalistas, além de pesquisadores interessados em métodos digitais de melhor valor agregado, em eventos como o Coda.Br e o Cerveja com Dados. Desde 2019, a Escola de Dados realiza o Prêmio Cláudio Weber Abramo de Jornalismo de Dados  em parceria com a Associação Brasileira de Jornalismo Investigativo.   
O terceiro Programa é Advocacy e Pesquisa, em que se destaca a realização do Índice de Transparência da Covid-19. Entre os projetos desenvolvidos anteriormente, estão o Open Data Index no Brasil, em parceria com a Fundação Getúlio Vargas, e o portal Orçamento ao seu Alcance .  
Em sua estrutura de governança, a OKBR possui uma Assembleia de Associados, um Conselho Deliberativo e um Conselho Fiscal, além de sua Diretoria Executiva e equipe.
A OKBR organiza o Prêmio Claudio Weber Abramo de Jornalismo de Dados, pela sua Escola de Dados, junto com a Associação Brasileira de Jornalismo Investigativo e a Transparência Brasil.

## Outros capítulos
Em 2025, a Open Knowledge Foundation conta com capítulos estabelecidos nos seguintes países:
- Alemanha
- Bélgica
- Brasil
- Finlândia
- Gana
- Grécia
- Japão
- Nepal
- Suécia
- Suíça

Em 2013, o capítulo francês da Open Knowledge, existente à época, abarcou uma iniciativa de catalogar produtos alimentícios industrializados em um banco de dados colaborativo chamado Open Food Facts.

## Membros ativos
Atualmente, os seguintes países são membros ativos da rede: Argentina, Armênia, Austrália, Bangladesh, Burquina Faso, Canadá, Congo, Dinamarca, Equador, Escócia, Estônia, Etiópia, Filipinas, França, Gâmbia, Guatemala, Hong Kong, Itália, Nigéria, Paraguai, República Tcheca, Somália, Sudão do Sul, Taiwan, Tanzânia, Togo e Uganda.

## Contribuidores históricos
Historicamente, contribuíram com a rede os seguintes territórios: Áustria, Bermuda, Cambodia, China, Colômbia, Coreia do Sul, Egito, El Salvador, Espanha, Estados Unidos, Guernsey, Irlanda, Macedônia do Norte, Malta, Marrocos, México, Panamá, Paquistão, Portugal, Quênia, Romênia, Ruanda, Senegal, Turquia e Ucrânia.